# Pterolophia kiangsina
Pterolophia kiangsina är en skalbaggsart som beskrevs av J. Linsley Gressitt 1937. Pterolophia kiangsina ingår i släktet Pterolophia och familjen långhorningar. Inga underarter finns listade i Catalogue of Life.